# Histoire du plébiscite
Histoire du plébiscite, racontée par un des 7 500 000 oui est un roman d'Erckmann-Chatrian, publié en 1872, peignant la vie dans un village lorrain pendant la guerre de 1870.

## Contexte
Histoire du plébiscite a d'abord été publié en feuilleton, fin 1871, en 116 livraisons du journal quotidien Le Soir. L'ouvrage étant très anti-allemand, Émile Erckmann a été obligé, pour échapper à l'arrestation, de quitter Phalsbourg pour Paris.
Dès décembre 1871, une traduction, The story of the plébiscite, est publiée en feuilleton dans The Cornhill Magazine,, qui publiait régulièrement depuis sa création en 1860 des auteurs de langue anglaise. The story of the plébiscite fut la première traduction à y paraître, très tôt après sa publication en France. Cette publication fut aussitôt suivie d'une édition en volume par Smith, Elder & Co. en 1872.

## Résumé
Après le Plébiscite du 8 mai 1870 Napoléon III entre rapidement en guerre contre la Prusse. Les villages alsaciens et lorrains sont très vite impactés par la guerre.

## Critique
- « Pour donner à leur évangile républicain un retentissement maximal auprès d'une masse de ruraux volontiers conservateurs, dont le vote conditionne l'avenir de la nation, Erckmann-Chatrian vont donc déployer tout un arsenal de dispositifs rhétoriques et énonciatifs. Première recette narrative, plus tard pratiquée par Eugène Le Roy : faire parler au peuple un homme du peuple. Leurs narrateurs/locuteurs seront donc systématiquement des paysans et/ou des gens de condition modeste, qui voudront éclairer le public de leur expérience et de leur sagesse, fussent-elles acquises dans la douleur... L'Histoire du plébiscite en fournit un exemple limpide », Jacques Migozzi, Boulevards du populaire, Presses universitaires de Limoges, 2005, p. 169 lire sur Google Livres
- « Une quinzième ou seizième édition de ce livre odieux, — illustrée et populaire, format in-quarto, sur deux colonnes, — se vend 2 francs dans toutes les bibliothèques de chemins de fer, et on en achète par brassées. », Armand de Pontmartin, Nouveaux samedis, 15e série, Michel-Lévy frères, 1877, p. 66 lire en ligne sur Gallica

## Citations
- « Comme je montais la côte, quelque chose brillait de temps en temps sur la hauteur, à travers les bois. Et voilà que tout' à coup des centaines de cuirassiers débouchent sur la route. Ils arrivaient lentement, deux à deux ; leurs casques et leurs cuirasses jetaient des éclairs à tous les arbres, et le bruit de leurs pas roulait comme le bourdonnement de l’eau d’une grande rivière. Alors je rangeai ma voiture sur le côté, regardant défiler ces hommes solides, et comme endormis sur leurs gros chevaux, la tête penchée, les moustaches pendantes, le sac de toile sur la cuisse et le sabre sonnant contre la botte[6]. »

## Éditions
- Histoire du plébiscite racontée par un des 7 500 000 oui, Hetzel, 1872 lire en ligne sur Gallica
- Histoire du plébiscite racontée par un des 7.500.000 oui, 31 dessins de Boris Tazlitsky, la Bibliothèque française, 1945
- Histoire du plébiscite, in Contes et romans nationaux et populaires, t. XI (avec Les Deux Frères et Les Orateurs de mon village), illustrations de Théophile Schuler gravées par François Pannemaker, J.-J. Pauvert, 1963

### Traductions
- The story of the plébiscite, from the Fr. of mm. Erckmann-Chatrian, Londres, Smith, Elder & Co., 1872 [lire en ligne]
- The plébiscite, or, A miller's story of the war, by one of the 7,500,000 who voted "yes", New York, Charles Scribner's Sons, 1891 [lire en ligne]

## Adaptations
- Alexandre Chatrian en a tiré une pièce intitulée Alsace ! (en collaboration avec Victor Leroux), puis changé le titre en Les Fiancés d'Alsace. La pièce étant censurée, Chatrian l'a remaniée et repris le premier titre. Elle fut imprimée par Hetzel en 1881[7].